# Большой бегунок
Большой бегунок (лат. Cataglyphis foreli) — вид муравьёв-бегунков из рода Cataglyphis.

## Распространение
Иран, Туркмения (Копетдаг, Бадхыз, Ходжа-Холинская долина).

## Описание
Среднего размера муравьи-бегунки, длина около 1 см. Основная окраска тела чёрная, тело матовое. Глаза крупные, равны длине щёк. Петиоль с высоким коническим узелком (без вертикальной чешуйки). Каста солдат отсутствует. Дневные зоонекрофаги, основная добыча — термиты. Активны с апреля по октябрь. Брачный лёт крылатых половых особей происходит с мая по июнь.
Обитают в глинистых и лёссовых пустынях, на такырах. Для лучшей ориентации демонстрируют характерное поведение: рабочие-разведчики после пробежки 1—2 м по прямой или дуге, делают разворот на 360 градусов, или взбираются на травинки. Муравейники земляные.
У этих муравьёв живут мирмекофильные жуки-кожееды Thorictus gibbosus Zhantiev, 2010 (Coleoptera: Dermestidae).

## Систематика
Вид был впервые описан в 1903 году русским мирмекологом профессором Михаилом Дмитриевичем Рузским под первоначальным названием Myrmecocystus foreli Ruzsky, 1903. Включён в видовую группу C. altisquamis.